# Roberto Chiabra
Roberto Enrique Chiabra León (Callao, 15 de julio de 1949) es un militar retirado y político peruano. Es congresista de la república para el periodo 2021-2026 y fue ministro de Defensa durante el gobierno de Alejandro Toledo.

## Biografía
Nació en la ciudad del Callao, el 15 de julio de 1949.
Ingresó a la Escuela Militar de Chorrillos el 1 de marzo de 1966. Siguió los cursos de Estado Mayor y de Comando y Administración en la Escuela Superior de Guerra del Ejército. Y de Estado Mayor Conjunto en el Centro de Altos Estudios Militares (CAEM). Cursó el Taller de Expertos sobre Fuerzas Militares y Policía en el Instituto Internacional de Derechos Humanos en San José de Costa Rica y el Programa de Alta Dirección y Gerencia en la Universidad de Piura, entre otros estudios.
Destacó como jefe del Comando de Operaciones durante la guerra del Cenepa, en 1995, cuando ostentaba el grado de coronel. Luego ascendió a general de brigada el 1 de enero de 1996, pero a finales de 1998 fue pasado al retiro.
Durante el gobierno de Valentín Paniagua, y siendo Walter Ledesma ministro de Defensa, fue publicada una resolución que de forma reivindicatoria lo reincorporó al Ejército del Perú. Fue ascendido a divisionario el 1 de enero del año 2001.

## Carrera política
El 28 de noviembre de 2002, fue nombrado comandante general del Ejército del Perú por el presidente Alejandro Toledo.

### Ministro de Defensa
El 15 de diciembre del 2003, durante la instalación del nuevo gabinete ministerial encabezado por Carlos Ferrero Costa, Roberto Chiabra fue nombrado y juramentado por el presidente Alejandro Toledo como su nuevo ministro de Defensa, en reemplazo del renunciante Aurelio Loret de Mola.
En el año 2005 Chiabra enfrentó el levantamiento de los hermanos Ollanta y Antauro Humala, conocido como el “Andahuaylazo”. A dos semanas del hecho, fue presentada una moción de censura contra el entonces presidente del Consejo de Ministros, Carlos Ferrero Costa, y contra Chiabra por no anticipar el alzamiento ultranacionalista comandado el 1 de enero por el exmayor del Ejército Antauro Humala, que terminó con la muerte de seis personas. La propuesta de censura fue debatida en el Congreso de la República. Sin embargo, la oposición no logró la mayoría de votos.
Finalmente, el 16 de agosto del 2005, Roberto Chiabra renunció al cargo y luego fue reemplazado por Marciano Rengifo.
Para las elecciones parlamentarias del año 2006, Chiabra se integró al partido Perú Posible y postuló al Congreso de la República, sin embargo, no resultó elegido.

### Congresista de la República
En las elecciones parlamentarias del año 2021 se integró a Alianza para el Progreso, partido político de César Acuña, y decidió nuevamente postular al Congreso de la República, donde logró finalmente ser elegido como congresista de la república con 19,223 votos, para el periodo parlamentario 2021-2026.

## Controversias

### Vínculos con Montesinos
Chiabra tiene denuncias de supuestas irregularidades y una cercanía al condenado exasesor presidencial de Alberto Fujimori, Vladimiro Montesinos. En diciembre de 1998, se le abrió una inspección militar debido a malos manejos cuando era director de la Escuela Militar de Chorrillos y lo pasaron al retiro. Otra denuncia fue en 2003, cuando lo denunciaron por presuntos nombramientos sin título profesional en la Escuela de Enfermería del Ejército cuando Chiabra era comandante general. Su cercanía a Vladimiro Montesinos se debe a que fue designado el 18 de enero de 1999 como director de Información Exterior del Servicio de Inteligencia Nacional y también como agregado civil de la Embajada del Perú en Paraguay donde Chiabra habría recibido por lo menos S/23 450 de los fondos del SIN.

### Comentarios racistas
En junio del 2022, Roberto Chiabra menospreció a congresistas provinciales en un programa de televisión al decir que «son subordinados y sumisos a los ministros».